# This Is Me... Now
This Is Me... Now en español: ‘Esta soy yo...Ahora’— es el noveno álbum de estudio de la artista estadounidense Jennifer López. Fue lanzado el 16 de febrero de 2024 a través de Nuyorican Productions y BMG Rights Management, lo que marca su primer lanzamiento bajo esta asociación.
Se grabó entre mayo y agosto de 2022 y se completó el 29 de junio de 2023; Está fuertemente inspirado en el romance reavivado entre López y Ben Affleck, así como en su matrimonio posterior, con temas de amor y autocuración en todas partes. Es una secuela del tercer álbum de estudio de López, This Is Me... Then (2002) y es su primer álbum de estudio en casi una década, desde que A.K.A. (2014). Es el primer álbum de López que no incluye raperos en su edición estándar desde J.Lo (2001). Chaka Khan grabó voces adicionales para la canción "To Be Yours", mientras que el cantautor británico Raye coescribió y cantó coros en "Dear Ben, Pt. II". López contribuyó con versos de rap en tres de las canciones del álbum y coescribió todas las partes del álbum, con la producción principalmente de Rogét Chahayed, Jeff "Gitty" Gitelman y Angel Lopez.

## Contexto e inspiración
A mediados de 2021, López firmó un contrato de varios años con Netflix para producir una variedad de películas y programas de televisión a través de su propia producción Nuyorican. López coprodujo y protagonizó junto a Owen Wilson y Maluma la comedia romántica "Marry Me", que se filmó a finales de 2019 y se estrenó en febrero de 2022.Durante este tiempo, López también se había reunido con su ex prometido, el actor Ben Affleck y la pareja se comprometió en abril de 2022.Esta reunión serviría como inspiración principal para gran parte del álbum, la película y el documental. El 25 de noviembre de 2022, se cumplió el vigésimo aniversario del lanzamiento de This Is Me... Then (2002), y López anunció su noveno álbum de estudio, This Is Me... Now con un video que publicó en sus redes sociales, en el que aparece recreando la portada de ese álbum que se transforma en una fotografía del nuevo álbum.
López describió el álbum como un "viaje emocional, espiritual y psicológico que ha realizado durante las últimas dos décadas". La letra del álbum es muy confesional y López habla de la reputación de su vida amorosa. Dijo que "la gente cree que sabe cosas sobre lo que me pasó en el camino, los hombres con los que estuve, pero realmente no tienen idea, y muchas veces se equivocan tanto. Hay una parte de mí que estaba ocultando un lado de mí a todos. Y siento que finalmente estoy en un lugar de mi vida donde tengo algo que decir al respecto". Después de asegurar inicialmente la inversión para el proyecto, López siguió adelante con un presupuesto de alrededor de 20 millones de dólares para el proyecto conceptual de tres partes: This Is Me... Now (the album), This Is Me... Now: A Love Story (la película musical basada en la música del álbum) y el documental que lo acompaña "La mayor historia de amor jamás contada". Después de que uno de los financiadores se retirara por "no entender el proyecto", López siguió adelante antes de vender los derechos de A Love Story a Amazon Prime. Más tarde, durante una entrevista de 2024 con Variety, se notó que This Is Me... Now es una secuela directa de This Is Me...Then, y un guiño deliberado a la "vieja escuela de López".

## Concepto y producción

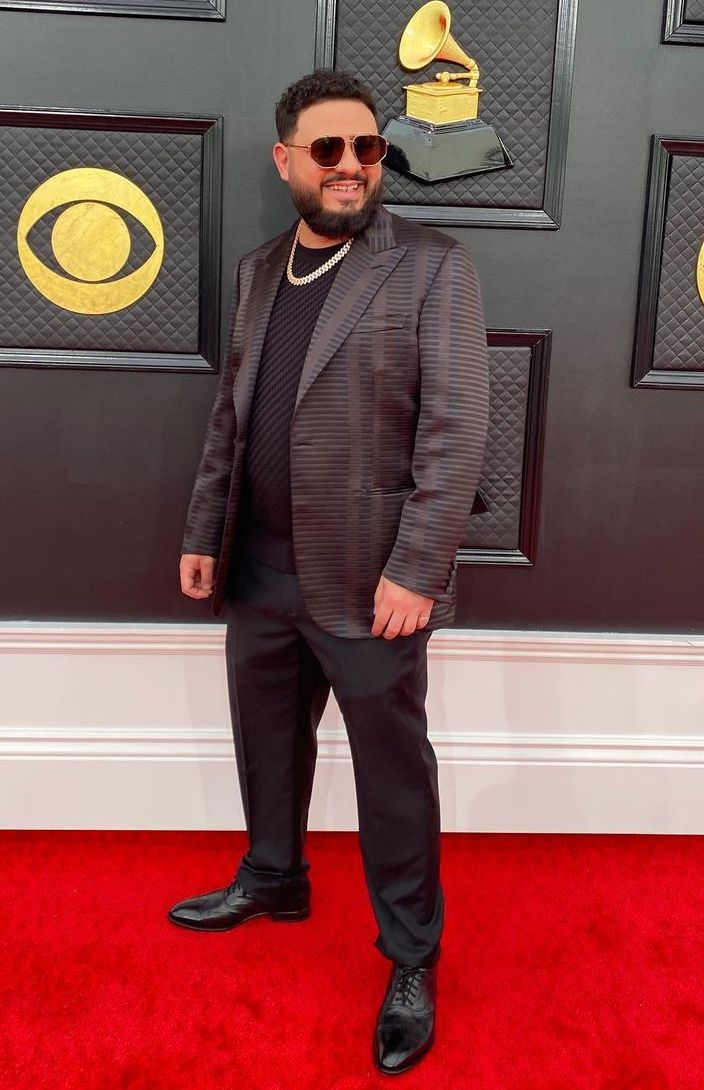
Rogét Chahayed fue uno de los tres productores principales del álbum..

This Is Me... Now es un álbum de pop y R&B, y los críticos destacan su estilo de la "vieja escuela".
Al hablar de cómo surgió el álbum, López comentó que se inspiró en una conversación entre ella y su manager Benny Medina, donde contó "historias no contadas sobre su búsqueda del amor en los años transcurridos entre su primera vez con Affleck y el triunfo de su reunificación". Fue Medina quien sugirió por primera vez hacer un álbum sobre el reencuentro. Posteriormente, López convocó un grupo de compositores en su casa. El punto de partida del álbum fue una colección de cartas que Affleck le escribió a López y tituló "The Greatest Story Never Told" (en español; La historia de amor jamás contada). De acuerdo a Affleck, encontró belleza e ironía en el hecho de que su amor y el de López fue la historia de amor más grande jamás contada, y comentando que "si estás haciendo un disco sobre eso, parece como contarlo". La última pista del álbum y el documental que lo acompaña llevan el nombre de esta colección de cartas. De acuerdo a Lopez, la colección de cartas incluía escritos de la relación original de López y Affleck. así como cosas que se habían escrito desde que el dúo se reunió. Affleck le regaló las cartas de un libro a López en la primera Navidad desde su reencuentro. Durante una entrevista con Zane Lowe en Apple Music, López confirmó que trabajó principalmente con un pequeño grupo de productores en el álbum. Fue producido principalmente por Rogét Chahayed, Jeff "Gitty" Gitelman y Angel Lopez.

## Promoción

### Marketing
El 21 de septiembre de 2023, López se asoció con Apple Music para un concierto exclusivo en el Orpheum Theatre en Los Ángeles para promocionar el álbum. Una grabación profesional del concierto se publicó el 21 de febrero de 2024.El 25 de noviembre, López lanzó un avance del álbum, con clips de los próximos videos musicales y/o la película que lo acompaña.Tres días después, publicó las portadas del álbum "[F]irst of many (en español; [P]rimera de muchas" en las redes sociales..
"Can't Get Enough" fue lanzado como sencillo principal el 10 de enero de 2024, y un remix con la rapera estadounidense Latto se lanzó el 26 de enero. López interpretó la canción en Saturday Night Live, donde se le unieron los invitados sorpresa Latto y Redman; este último rapeando su propio verso nuevo. La canción principal del álbum apareció como sencillo promocional el 3 de febrero de 2024, después de que también se presentara en Saturday Night Live. Lopez lanzó un remix de "This Time Around", con el grupo surcoreano (G)I-dle el 15 de marzo de 2024.

### This Is Me... Now: A Love Story
El álbum fue lanzado simultáneamente con 'This Is Me... Now: A Love Story, un musical dirigido por Dave Meyers y escrito por Jennifer López y Matt Walton, lanzado por Amazon Prime el 23 de febrero de 2024. En el sitio web agregador de reseñas Rotten Tomatoes, la película tiene una calificación del 75% por parte de los críticos.

### This is Me... Live
En febrero de 2024, Lopez anunció 'This Is Me... Now: The Tour, que debía comenzar en junio y durar hasta agosto de 2024. Estaba programada para realizar una gira por "más de 30 ciudades de América del Norte y agregaría fechas mundiales posteriormente". Sin embargo, la gira fue cancelada el 31 de mayo de 2024 y López citó que necesitaba un "tiempo libre para estar con sus hijos, familiares y amigos cercanos".

## Desempeño comercial
En Estados Unidos, el álbum debutó en el puesto 38 de la lista Billboard 200. Marcó el primer álbum de estudio de López que no entró en el top 20 de la lista. Las ventas puras de álbumes ascendieron a 14.000 (6.000 en CD, 5.000 en vinilo y las ventas de descargas digitales suman 3.000). El álbum debutó en el número uno en la lista Tastemaker Albums y en el número siete en las listas Vinyl Albums e Independent Albums. El 2 de marzo de 2024, el álbum alcanzó el puesto número uno en la lista de mejores álbumes en ventas de Billboard. El álbum debutó en el puesto 55 en UK Albums Chart y en el número uno en la UK R&B Albums, convirtiéndose en el álbum con las ventas más bajas en su primera semana en el país europeo. En otros países como Alemania, Austria, Noruega o Bélgica, el álbum tuvo más ventas, llegando al top 10 en dichos territorios.

## Lista de canciones
| This Is Me... Now |                                  |                                              |          |  |
| N.º               | Título                           | Productor(es)                                | Duración |  |
| 1.                | «This Is Me... Now»              | Chahayed, López, Justin Timberlake           | 4:13     |  |
| 2.                | «To Be Yours»                    | Chahayed, López, Lavigne, Andre Wansel       | 3:18     |  |
| 3.                | «Mad in Love»                    | Chahayed, Lopez, Wansel, Yeti Beats          | 3:06     |  |
| 4.                | «Can't Get Enough»               | Chahayed, López, Neely                       | 3:06     |  |
| 5.                | «Not. Going. Anywhere.»          | Chahayed, Lopez, Gitelman                    | 3:30     |  |
| 6.                | «Rebound»                        | Chahayed                                     | 3:02     |  |
| 7.                | «Dear Ben, Pt. II»               | Chahayed, López, Gitelman, Harv              | 3:39     |  |
| 8.                | «Hummingbird»                    | Chahayed, López, Gitelman,Kurtis McKenzie    | 2:45     |  |
| 9.                | «Hearts and Flowers»             | Chahayed, Lopez,Gitelman                     | 4:10     |  |
| 10.               | «Broken Like Me»                 | Chahayed                                     | 3:16     |  |
| 11.               | «This Time Around»               | Chahayed, Lopez, Gitleman,Tay Keith, Vindver | 3:55     |  |
| 12.               | «Midnight Trip to Vegas»         | Chahayed, López, Gitelman, Keith             | 3:11     |  |
| 13.               | «Greatest Love Story Never Told» | Chahayed, López, Gitelman                    | 3:07     |  |

| Edición Deluxe |                                          |                                    |          |  |
| N.º            | Título                                   | Productor(es)                      | Duración |  |
| 14.            | «Rebound» (con Anuel AA)                 | Chahayed, Lopez, Gitelman          | 3:19     |  |
| 15.            | «Can't Get Enough» (featuring Latto)     | Chahayed, López, Gitelman, Hit-Boy | 3:27     |  |
| 16.            | «Can't Get Enough» (Bruno Martini remix) | Chahayed, López, Gitelman, Hit-Boy | 2:49     |  |

- La edición física de lujo también incluye un folleto de 40 páginas con fotografías exclusivas y dos polaroids de López.[26]

This Is Me...Now commentary edition
- Incluye las trece canciones de la edición estándar.
- Entre cada pista en la lista de canciones original, hay comentarios sobre la canción, incluido su significado y datos sobre su grabación y profesional.

## Posicionamiento en listas
| Chart (2024)                           | Posición más alta |
| -------------------------------------- | ----------------- |
| Australia (ARIA)                       | 82                |
| Australian Hip Hop/R&B Albums (ARIA)   | 23                |
| Austria (Ö3 Austria)                   | 6                 |
| Bélgica (Ultratop flamenca)            | 6                 |
| Bélgica (Ultratop valona)              | 16                |
| Canadá (Billboard Canadian Albums)     | 77                |
| Francia (SNEP)                         | 38                |
| Alemania (Offizielle Top 100)          | 8                 |
| Hungría (MAHASZ)                       | 32                |
| Italia (FIMI)                          | 37                |
| Japón (Oricon)                         | 40                |
| Portugal (AFP)                         | 35                |
| Escocia (Scottish Albums Chart)        | 14                |
| España (PROMUSICAE)                    | 20                |
| Suiza (Schweizer Hitparade)            | 17                |
| Reino Unido (UK Albums Chart)          | 55                |
| Reino Unido (UK Independent Albums)    | 5                 |
| Reino Unido (UK R&B Albums)            | 1                 |
| Estados Unidos (Billboard 200)         | 38                |
| Estados Unidos (Independent Albums)    | 7                 |
| Estados Unidos (Top Tastemaker Albums) | 1                 |

## Historial de Lanzamiento
| Región | Fecha                 | Formato  | Versión            | Disquera              | Ref.   |
| ------ | --------------------- | -------- | ------------------ | --------------------- | ------ |
| Varios | 16 de febrero de 2024 | CD       | Edición Estándar   | Nuyorican Productions |        |
| Varios | 16 de febrero de 2024 | CD       | Deluxe edition     | Nuyorican Productions |        |
| Varios | 16 de febrero de 2024 | Descarga | Commentary edition | Nuyorican Productions | [ 27 ] |